# 敷田直人
敷田 直人（しきた なおと、1971年10月25日 - ）は、福岡県出身のプロ野球審判員。審判員袖番号は1996年-2003年は46。2004年-2010年までは2、2011年から3。

## 来歴・人物
福岡県立八幡工業高等学校を卒業後、新日鐵君津に入社。新日鐵時代は下柳剛、松中信彦らとチームメイトであった。野球部で捕手として3年間プレーしたが、目立った結果は残すことなく1992年限りで退部、同時に新日鐵も退社した。
その後1994年に歯医者の待合室で見たスポーツ新聞でセ・リーグ審判員公募の記事を見かけた。その記事が心に残ったためにそのままコンビニエンスストアに寄り、同新聞を購入しセレクションに応募、合格を果たした。その後ブリンクマン・フローミング審判学校を経て1996年から審判員となり、2001年に一軍デビュー。
2006年にオールスターゲームに初出場。この年11月に開催された日米野球でも、第1戦（11月3日、東京ドーム）に三塁塁審として出場している。その後、2008年にクライマックスシリーズ、2012年に日本シリーズにそれぞれ初出場を果たしている。また2014年には、2度目の出場となったオールスターゲームの第1戦（7月18日、西武ドーム）で球審を務めた。
打者の見逃し三振の際に、漢字の「卍」のようなポーズをとる。独特のジャッジポーズはファンの間で人気が高く、近年はそれを目的に野球観戦にくるファンがいることがメディアでたびたび取り上げられている。そのことについて本人は「選手のプレイに花を添えるではないですけどそんなつもりでやっています」と語った。
2015年9月12日の中日ドラゴンズ対東京ヤクルトスワローズ第23回戦（ナゴヤドーム）で三塁塁審を務め、通算1000試合出場を記録した。現役審判員では25人目の達成となる。
2018年6月16日の埼玉西武ライオンズ対中日ドラゴンズ第2回戦（メットライフドーム）の試合中、球審を務めていた敷田は、7回裏の西武攻撃中の時、中日投手の木下雄介が西武の打者の秋山翔吾に4球目を投じた後、突然足元をふらつかせ背中から転倒。両チームのトレーナーによって担架に載せられ退場した。この回に埼玉西武ライオンズの金子侑司のファウルチップを左膝に受けていた痛みによるもので、命に別状はなかった。試合は三塁塁審で出場していた栁田昌夫が球審に回り、三塁塁審には予備審判の嶋田哲也が入って再開した。その後休養した後に6月29日の中日ドラゴンズ対読売ジャイアンツ（ナゴヤドーム）第9回戦の球審として職務復帰した。
2018年にはファインジャッジ賞を受賞。
2019年に台湾で開催された第2回WBSCプレミア12オープニングラウンド・グループBに派遣され、3試合に出場した。
2021年シーズンより、サブクルーチーフに昇格。同年4月27日にメットライフドームで行われた埼玉西武ライオンズ対千葉ロッテマリーンズ4回戦に三塁塁審として出場しNPB審判員史上96人目となる通算1500試合出場を達成した。
2023年シーズンより、クルーチーフに昇格。

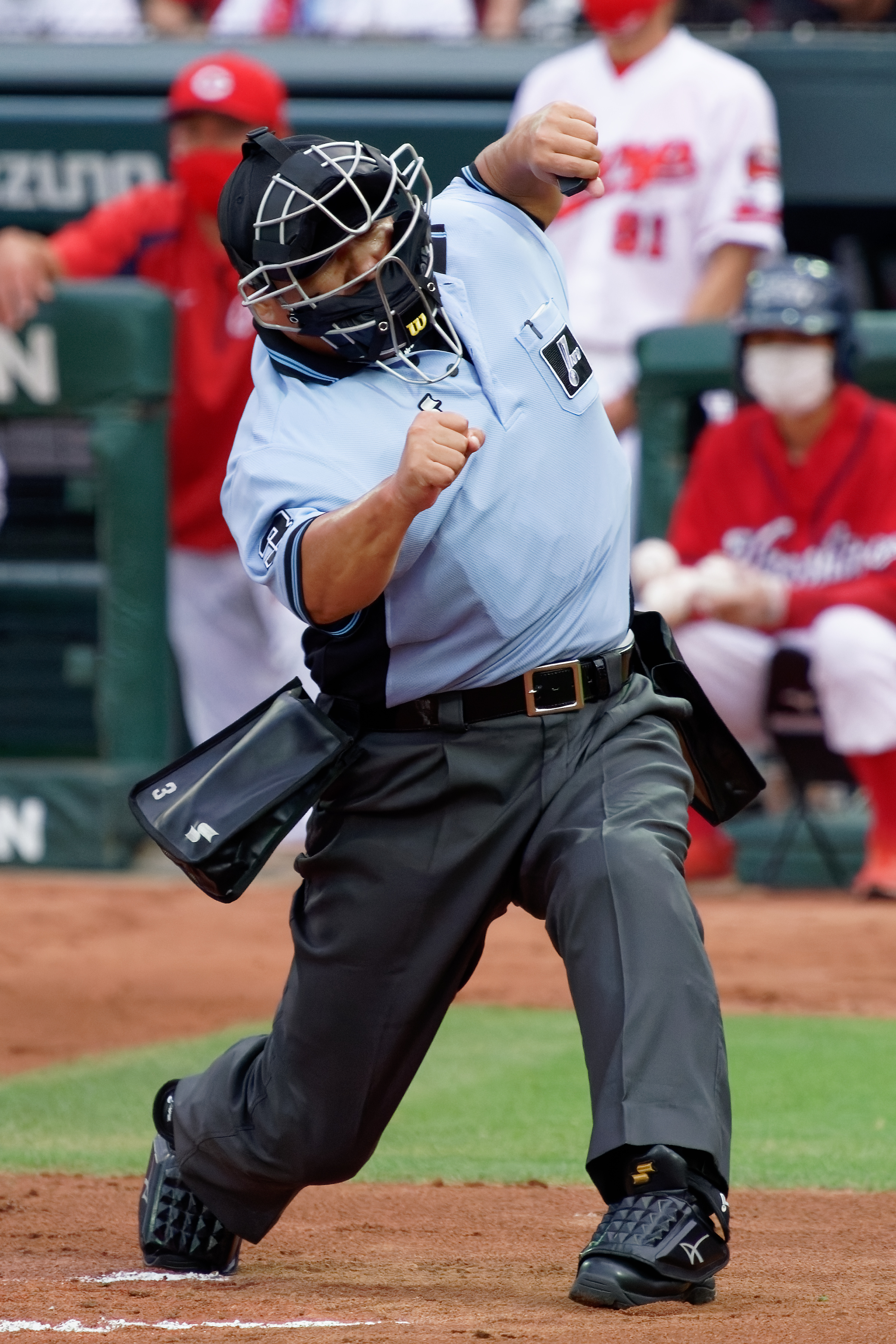
卍ポーズを決める敷田直人
（2022年7月13日、MAZDA Zoom-Zoom スタジアム広島にて）

2024年シーズンの「最優秀審判員賞」を29年目で初受賞。

## 審判出場記録
- 初出場：2001年5月25日、横浜対ヤクルト8回戦（横浜スタジアム）、一塁塁審。
- 出場試合数：1883試合
- オールスター出場：3回（2006年、2014年、2023年）
- 日本シリーズ出場：2回（2012年、2020年、2024年）

（記録は2024年シーズン終了時）

## 表彰
- ファインジャッジ賞：1回（2018年）
- 最優秀審判員賞：1回（2024年）